# 周喜军盗车杀婴案
周喜军盗车殺婴案，是2013年3月发生在中国吉林长春的一起盗窃杀人案。罪犯周喜军在盗窃车辆后，将车中一名两月大的婴儿杀害。

## 犯罪嫌疑人
周喜军，男，汉族，(1964年2月11日—2013年11月22日)，吉林省公主岭市人，户籍地为长春市经开区，离异。在部队曾官至副团级，尔后转业。2002年因猥亵妇女曾被长春市公安局劳教2年。

## 案发过程
3月4日7时20分，周喜军将停放在长春市西四环路与隆化路交汇处的超市门前的一辆银灰色丰田RAV4吉普车盗走后，驾车直奔长春至双辽公路 105省道，途中发现被盗车后座上有一名婴儿许皓博。周喜军行驶到公主岭市怀德镇至永发乡公路旁，将婴儿掐死并埋于雪中。上午8时20分许，周喜军将婴儿衣物和被盗车辆丢弃在公主岭市永发乡营城子村后潜逃。
18时许，吉林副省长、公安厅厅长黄关春主持召开会议，决定成立“304”案件专案指挥部，组织长春城区及县市近万名警力，连夜上岗，以找到孩子为第一目标，全面开展大范围清查搜查。当晚，长春全城搜索丢失车辆，众多出租车司机、私家车主及普通市民参与其中。多家广播电台和电视台亦通过各种方式关注事件进展。3月5日8时，吉林省公安机关发现涉案车辆，但车上未发现婴儿。当时，当地民众仍然不知婴儿下落，纷纷祈祷婴儿平安，部分民众愿捐钱赎婴。
3月5日17时许，迫于压力，周喜军到公安机关投案自首，并对犯罪事实供认不讳。婴儿家属得知消息后随即陷入悲痛。婴儿母亲精神崩溃，被送入医院。3月5日晚，民众自发在长春文化广场以及案发地为遇害婴儿举行了悼念活动。

## 法庭审理
2013年5月27日上午，长春市中级人民法院依法审理被告人周喜军盗车殺婴案，并作出一审判决，判决被告人周喜军死刑。7月24日，吉林省高級人民法院在長春市中級人民法院內，對長春“盜車殺嬰”案做出終審宣判，維持一審對兇手周喜軍的死刑判決。2013年11月22日，周喜軍被執行死刑。